# 太田梨香子
太田 梨香子（おおた りかこ、2007年8月4日 - ）は、日本の女優、声優。劇団ひまわり所属。

## 人物
特技・資格は歌、百人一首、日本舞踊、HIPHOP、珠算検定3級、漢字検定準2級、英語検定3級。

## 出演

### テレビドラマ
- ツバキ文具店〜鎌倉代書屋物語〜（2017年、女の子）
- トットちゃん!（2017年、丹羽佳子）
- 背徳の夜食（2019年、笹川美保）
- エール（2020年、たえ）

### テレビアニメ
- 蟲師 続章（2014年、豊一の次女[3]）
- アン・シャーリー（2025年、ドーラ・キース[4]）

### 劇場アニメ
- かがみの孤城（2022年、少女A）

### ゲーム
2024年
- ファイナルファンタジーVII リバース （プリシラ）

### 吹き替え

#### 映画
- アントマン（キャシー・ラング〈アビー・ライダー・フォートソン〉）
- アントマン&ワスプ（キャシー・ラング〈アビー・ライダー・フォートソン〉）
- アントマン&ワスプ:クアントマニア（幼いキャシー[6]）
- 家なき子 希望の歌声（リーズ）
- くるみ割り人形と秘密の王国
- シング・フォー・ミー、ライル[7]
- フローラとユリシーズ
- 名探偵ティミー（マキソン・ジェリーバーカー〈ルビー・マテンコ〉）
- 美女と野獣
- クルエラ（幼いアニータ）
- ファインディング・ドリー（子ガメ）
- 真実

#### ドラマ
- ボクたちベスト探偵団（モーディ）
- パーシー・ジャクソンとオリンポスの神々（アナベス）
- アンバー・ブラウン（アンバー・ブラウン）
- インベージョン（ペニー）

#### アニメ
- くもりときどきミートボール2 フード・アニマル誕生の秘密
- スヌーピー宇宙への道(サリー・ブラウン)
- チップとポテト（チップ）
- ファインディング・ドリー（子ガメ1）
- カース！～呪われた秘宝～（パンドラ）

### CM
- エイチームCI（ナレーション）
- マルコメ「料亭の味」CMシリーズ

### 舞台
- 赤毛のアン（ルビー）
- 郡上の立百姓